# Poienarii Burchii
Poienarii Burchii là một xã thuộc hạt Prahova, România. Dân số thời điểm năm 2002 là 5775 người.